# 西藏黑教
西藏黑教，是一門混合了西藏苯教、佛教禪宗、佛教淨土宗、道教與漢人民間信仰的宗派。由林雲創立於臺灣。
林雲認為，西藏苯教進入到第四階段，教義混合了佛教禪宗、淨土宗與道教成份與漢人的民間信仰。雖然它起源於西藏本土的苯教，也得到西藏苯教法王認可，但它與藏密或原本的黑教皆有所不同，因此許多人認為它屬於一種新興宗教。

## 源流
西藏本土的原始宗教苯教淵遠而流長。當代由林雲所創導的即是淵源於苯教，但依其源流及內涵之衍化，林雲將苯教劃分為下列五個階段，並認為他所倡導的教派為「第四階段」。

### 第一階段
在佛教自印度傳到西藏前，盛行於西藏本土的原始宗教稱為苯教，苯教的年曆可追溯至一萬八千年前。這是第一階段的密宗黑教。

### 第二階段
佛教自印度傳到西藏後，在西藏蓬勃發展，成為主要宗教信仰。苯教曾与佛教有过激烈的冲突。直到吐蕃的赞普赤德祖赞主持进行佛教与苯教的辩论之后，赤德祖赞宣布苯教落败，佛教成为吐蕃的官方宗教。此後苯教也信仰釋迦佛與十方佛菩薩，成為佛教的一個宗派，而形成第二階段的密宗黑教。
1982年《西藏評論》(Tibetan Review) 報導達賴喇嘛自印度、尼泊爾的西藏人民團體中選出十一位國會議員，十一位國會議員裡，紅教、白教、黃教、花教、黑教各有一位代表。1982年，在西藏拉薩出版的《西藏宗教源流考》一書中，列舉了紅、白、黃、花、黑各教派的呼圖克圖之輩份、姓名、事蹟等資料。此階段以現在位於印度北部索南（Solan）地區的曼玉苯教寺廟（Menri Bonpo Monastery）為代表，其第三十三代住持龍塔登珮寧瑪法王，是現今苯教最高領袖。該寺並有代表派駐於達賴喇嘛政府的宗教部門。苯教於西藏、錫金與尼泊爾等地有許多分寺，在歐、美等地亦有不少中心。

### 第三階段
黑教傳入中原後，逐漸吸收了中國傳統的哲學思想與民俗文化，如道教、道家、儒家、陰陽家、雜家、易經、堪輿、中醫、相命、占卜、中國民間信仰以及佛家顯宗如禪宗與淨土宗的思想，而形第三階段密宗黑教的思想內涵。因此第三階段的密宗黑教是在中原發展，並未回歸西藏。從宗教角度上來說屬非純密宗，並包含了印、藏、中原文化。

### 第四階段
黑教由林雲弘揚到歐美西方國家，展開了第四階段的發展林雲運用現代的知識，如醫學、生理學、建築學、室內建築、區位學、色彩學、社會人文科學等等，並以獨創的氣學理論、靈子說、多元緣生論、陰陽二分法等等，來解釋古老的佛教理論、中國哲學思想、民俗文化、堪輿學、密醫祕術、及民俗療法等，為佛門一支，但是屬於革新實用學派，適合現代人的生活，使西方人士也能明瞭接受，因而在西方廣為盛行。
1986年，林雲在美國學術重鎮加州柏克萊創立了「雲林禪寺」。1994年，在柏克萊又成立了「文化講堂」（雲林禪寺別院），繼而於1996年在紐約長島成立了第二所寺廟「林雲禪院」。數十年來，在世界各地許多的同修們，亦於住所成立佛堂，如「雲石精舍」等等。2008年林雲在台灣台北市內湖區成立「雲石精舍台灣總舍」。
林雲主張黑教雖是佛教的一支，但講究革新，不囿於傳統佛教的出家修行，可以在家信仰，提倡佛教現代化、生活化，不與社會及現實生活脫節。林雲勉勵黑教弟子們，入世應當積極從事各人專業，對社會人類有所貢獻。工作之暇則應有宗教信仰，充實精神生活，精進修持，陶冶心性，諸惡莫作，眾善奉行，以愛心助人。

### 第五階段
2010年林雲在美國圓寂，生前指定入室弟子總持「朱筧立仁波切」傳承法脈，為黑第五階段法王，繼續黑教在世界各地的弘揚與發展。

## 外部連結
- 雲林禪寺官網